# City of Hawkesbury
City of Hawkesbury is een Local Government Area (LGA) in Australië in de staat New South Wales. De LGA is vernoemd naar de rivier de Hawkesbury. City of Hawkesbury telt 62.211 inwoners. De hoofdplaats is Windsor.
Albury ·
Armidale ·
Bathurst ·
Blue Mountains ·
Broken Hill ·
Cessnock ·
Coffs Harbour ·
Dubbo ·
Gosford ·
Goulburn ·
Grafton ·
Griffith ·
Greater Taree ·
Hawkesbury ·
Lake Macquarie ·
Lismore ·
Lithgow ·
Maitland ·
Newcastle ·
Orange ·
Queanbeyan ·
Shellharbour ·
Shoalhaven ·
Sydney (hoofdstad) ·
Tamworth ·
Tanglewood ·
Wagga Wagga ·
Wollongong ·
Wyong